# Green Park
Green Park er de kongelige parker i City of Westminster i London. Parken dækker et område på 19 hektar, og den er et vigtigt bindeled mellem Hyde Park og St. James's Park.
Til forskel fra naboparkerne har Green Park ingen bygninger, statuer, springvand eller søer. Den består udelukkende af enge og træbevoksede områder. Parken omkranses i syd af Constitution Hill, i øst af gangstien Queen's Walk og i nord af Piccadilly. Den møder St. James's Park ved Queen Victoria Memorial lige overfor indgangen til Buckingham Palace.
Den nærmeste undergrundsstation er Green Park.
Parken blev omtalt første gang i 1554. Karl II lod parken indhegne i 1668. Han også fik rådyr sat ud i området, og han fik bygget et hus til opsynsmanden. Parken var dengang kendt som Upper St. James's Park, men navnet blev ændret til Green Park i 1746. Parken blev åben for alle i 1826. 